# Замок Кастелтаун
Замок Кастелтаун (англ. Castletown Castle, ірл. Baile an chaisleáin) — замок Балє ан Хашлен — один із замків Ірландії. Розташований в графстві Ґолвей, прихід Кілтартан. Власником є Річард Грегорі, есквайр. Він нині живе в Лондоні, Бернерс стріт, 56. Замок і навколишні землі здаються в оренду. Землі навколо замку бідні, піщані, використовуються як поля для вирощування вівса, пшениці, картоплі. Деякі землі навколо замку заболочені. Орендарі — ірландські римо-католики. Місцеві жителі носять прізвища Берк та Нолан. Замок в руїнах. Руїни стоять на берегах річки Кастелаун. У річці водиться форель. Поруч біля замку є однойменне селище, де є римо-католицька церква (пастор — Майкл Донохью), кладовище, школа, де навчаються 50 хлопчиків і 30 дівчаток римо-католицького віросповідання. У 1786 році руїни замку Кастелтаун зобразив на картині художник Френсіс Гроус.